# Averostra
Avérostriens
Clade
Taxons de rang inférieur
- † Dandakosaurus
- † Deltadromeus
- † Labocania
- † Bahariasauridae
- † Ceratosauria
- Tetanurae (inclut Aves)

Les avérostriens (Averostra) forment un clade qui comprend la plupart des dinosaures théropodes, à savoir Ceratosauria et Tetanurae, et représentent le seul groupe de théropodes basaux post-Jurassique. Les deux groupes survivent jusqu'à la période du Crétacé. Lors de l'extinction Crétacé-Paléogène, une grande partie de ce groupe existent encore lors de cet évènement. Un seul des sous-groupe, Aves, survit à l'événement d'extinction et existent encore à ce jour.
Une caractéristique diagnostique importante des avérostriens est l'absence du cinquième métacarpien. D'autres saurischiens conservent cet os, bien que sous une forme considérablement réduite.

## Classification
Averostra est nommé par Gregory S. Paul en 2002 comme un clade basé sur l'apomorphie défini comme le groupe comprenant les Dromaeosauridae et d'autres Avepoda avec (un ancêtre avec) une fenestra promaxillaire, une ouverture supplémentaire dans le côté extérieur avant du maxillaire, l'os qui compose la mâchoire supérieure. Il est ensuite redéfini par Martin Ezcurra et Gilles Cuny en 2007 comme un clade basé sur des nœuds contenant Ceratosaurus nasicornis, Allosaurus fragilis, leur dernier ancêtre commun et tous leurs descendants. Michael Mortimer commente que la définition originale basée sur l'apomorphie de Paul pourrait faire d'Averostra un clade beaucoup plus large que le nœud Ceratosaurus + Allosaurus, incluant potentiellement tout Avepoda ou plus.
Le clade formé par Ceratosauria et Tetanurae tout en excluant Coelophysoidea est d'abord nommé Neotheropoda par Robert Bakker en 1986, mais ce nom est ensuite utilisé par la plupart des auteurs pour un clade qui contient également Coelophysoidea et dont le contenu est similaire à Avepoda.
Une monographie de 2020 soutient la classification des très premiers grands théropodes du Jurassique tels que Dilophosaurus comme n'étant pas membres d'Averostra (tel que défini par Ezcurra et Cuny), mais liés aux membres basaux.